# Marion (Arkansas)
|  | Dieser Artikel wurde aufgrund von inhaltlichen Mängeln auf der Qualitätssicherungsseite des Projektes USA eingetragen. Hilf mit, die Qualität dieses Artikels auf ein akzeptables Niveau zu bringen, und beteilige dich an der Diskussion! Eine nähere Beschreibung der zu behebenden Mängel fehlt. |

Marion (auch Marion City) ist eine US-amerikanische Stadt in Arkansas und Sitz der Countyverwaltung (County Seat) des Crittenden Countys. Das U.S. Census Bureau hat bei der Volkszählung 2020 eine Einwohnerzahl von 13.752 auf einer Fläche von 34,8 km² ermittelt.
Der Ort wurde im Jahr 1836 zum Verwaltungssitz des County bestimmt, nachdem zuvor ab 1826 Greenock diesen Status innehatte; wegen einer zu schlechten Erreichbarkeit von Greenock erhielt dann aber Marion den Vorzug. Bereits Ende des Jahres 1835 war ein erstes Gebäude für ein Bezirksgericht in Marion bezugsfertig.

## Geschichte
Das Gebiet, in dem Marion heute liegt, hatte zwischen 1764 und 1803 zu Louisiana (Neu-Spanien) gehört. Nach dem Louisiana Purchase, dem Erwerb des Gebietes von Frankreich durch die USA (1803), gehörte es zum Arkansas-Territorium. Während der Umsiedlung der Indianer, dem sogenannten Pfad der Tränen, durchquerten die Indianer auch das Gebiet des späteren Marion.
Während des Bürgerkriegs wurde die SS Sultana durch eine Explosion am 27. April 1865 in der Nähe des späteren Stadtgebietes zerstört. Sie transportierte befreite Kriegsgefangene der Union. Wahrscheinlich wurden 1500 Menschen dabei getötet. Ein Monument, das von den Daughters of the American Revolution gestiftet wurde, erinnert an das Unglück.
Marion wurde 1896 gegründet. Benannt wurde die Stadt nach General Francis Marion, einem Offizier aus dem Amerikanischen Unabhängigkeitskrieg.

## Persönlichkeiten
- Benjamin Brown (1865–1942), Maler und Grafiker